# Gir oceànic de Beaufort

Representació dels dos corrents més importants de l'Oceà Àrtic, el Gir de Beaufort (sentit horari) i el Corrent Transpolar. El cercle de punts negres coincideix amb el paral·lel 80.

El Gir oceànic de Beaufort  (en anglès: Beaufort Gyre) és un gir oceànic (corrent oceànic) conduït pel vent, que es troba a l'oceà Àrtic. El Gir de Beaufort conté tant gel com aigua. Acumula aigua dolça pel procés de fondre el gel que flota a la superfície de l'aigua.

## Estudis
L'oceanògraf Andrey Proshutinsky ha teoritzat que si els vents del gir oceànic s'afebleixen grans volums d'aigua dolça podrien escapar al nord de l'oceà Atlàntic causant grans impactes en la circulació de l'oceà i en el clima.